# Rachispoda pseudohostica
Rachispoda pseudohostica – gatunek muchówki z rodziny Sphaeroceridae i podrodziny Limosininae.
Gatunek ten opisany został w 1924 roku przez Oswalda Dudę jako Limosina pseudohostica.
Muchówka o ciele długości od 1,5 do 2 mm. Głowa w widoku bocznym ma wyraźnie wystające za obrys oka złożonego czoło i  twarz. Tułów jej cechuje się: pierwszą parą szczecinek śródplecowych skierowaną ku górze i ku linii środkowej śródplecza oraz tarczką z ośmioma szczecinkami wzdłuż tylnego brzegu i nagim dyskiem, trzema parami przedszwowych szczecinek środkowych grzbietu oraz mikrowłoskami między dwoma przednimi parami tychże szczecinek. Skrzydła mają  szczecinki na pierwszym sektorze żyłki kostalnej 3–4 razy dłuższe niż na drugim jej sektorze. Środkowa para odnóży ma krętarz z długą szczecinką skierowaną ku udu, pierwszy człon stopy z długą szczecinką na spodzie, zaś brzuszną stronę goleni pozbawioną szczecinki wierzchołkowej, ale wyposażoną w szczecinkę przedwierzchołkową.
Owad znany z Czech, Słowacji, Austrii, Włoch, Węgier, Rumunii i wschodniej Palearktyki.